# Jönköpings Tidning

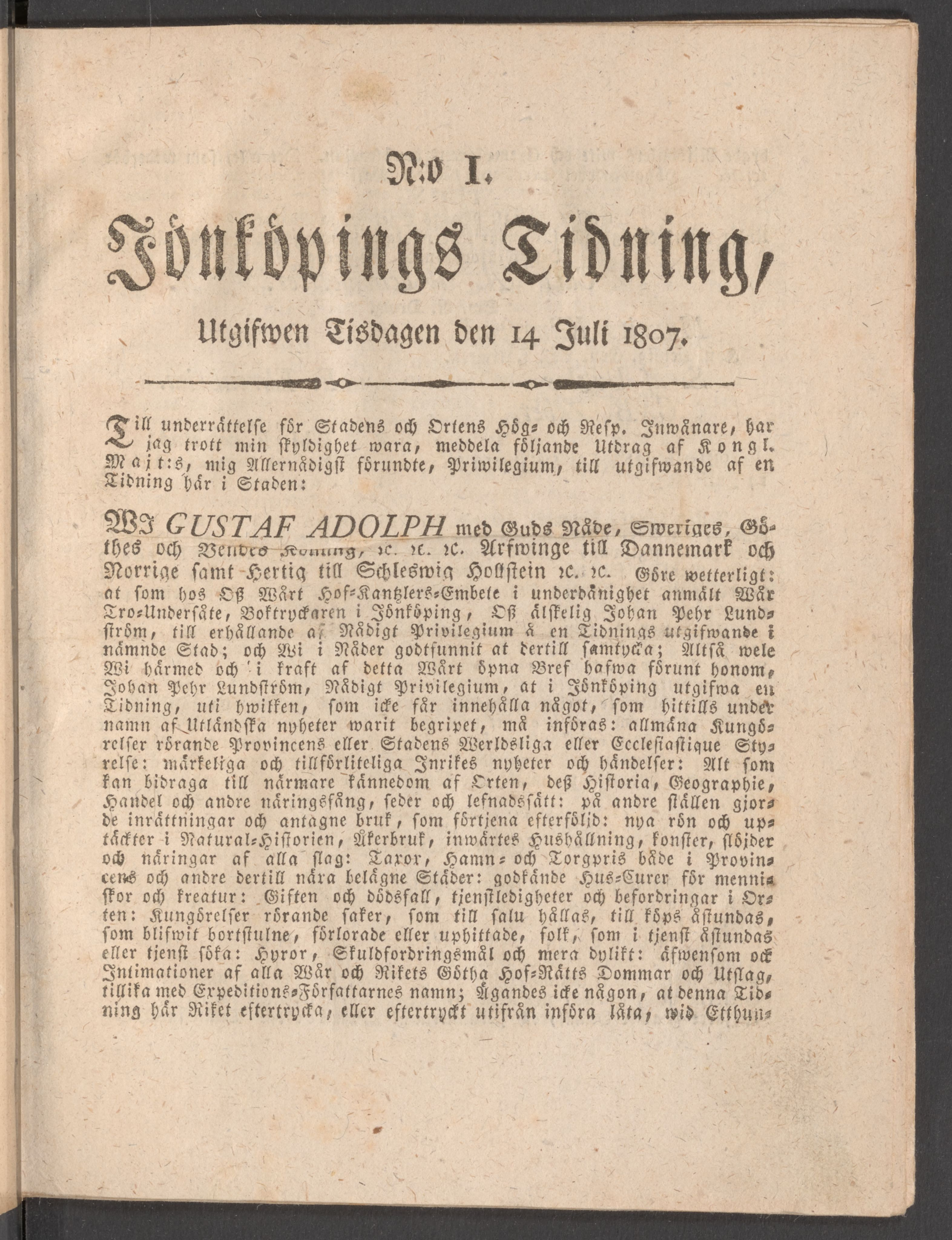
Första numret.

Jönköpings Tidning utgavs 1807-1884 i Jönköping. Den startades av boktryckaren Johan Petter Lundström.
Tidninens innehåll var inledningsvis begränsat, eftersom den enligt det kungliga privilegiebrevet inte fick innehålla något »som hittills under namn af utländska nyheter warit begripet». Den blev lite fylligare under finska kriget 1809-1809. Först 1810 började den innehålla utländskt material
Tidningen var frisinnad i kommunala frågor och intog en närmast liberal ståndpunkt. Lundström utgav tidningen 1807-1816 och 1818-1851, medan under åren 1816-1818  nykterhetsförkämpen Carl Emanuel Bexell var dess utgivare. Den uttryckte senare vissa sympatier för oppositionen under 1840 års riksdag och verkade försiktigt för representations- och arvslagstiftningsreformerna. Den konservative biskopen Esaias Tegnér i Växjö utsatte den flera gånger för stark kritik. 
Tidningen var upplagemässigt en framgång. Åren 1832-1951 utgav Lundström ett supplement till den, kallad Suppleanten, vilket utdelades gratis till prenumeranterna. På 1830-talet ansågs Jönköpings tidning vara Sveriges bäst skötta landsortstidning.
Jönköpings tidning utkom 1807-1954 varje lördag och från 1855 två gånger i veckan, under någon period fyra gånger i veckan. Upplagan var på 1840-talet omkring 400 exemplar, därefter mellan 500 och 700 exemplar.
Tidningen utkom med sista egna numret den 18 mars 1884, för att sedan uppgå i tidningen Smålands Allehanda